# 水野謙二
水野 謙二（みずの けんじ、1954年〈昭和29年〉5月22日 - ）は、日本の政治家。元大阪府阪南市長（2期）。

## 来歴
大阪府貝塚市に生まれ、阪南市で育つ。
1978年（昭和53年）3月、日本福祉大学社会福祉学部社会福祉学科卒業。卒業後、森永ヒ素ミルク被害者を救済するための団体、財団法人ひかり協会に勤務。
1982年（昭和57年）、阪南町役場に転職。
1991年（平成3年）10月1日、阪南町は市制施行し、阪南市となる。阪南市役所の保健福祉部長、市民部長、教育委員会の参与などを歴任したのち、2012年（平成24年）12月、阪南市役所を退職。同年、龍谷大学大学院修了。
2016年（平成28年）4月、 阪南市社会福祉協議会の会長に就任。 
2016年（平成28年）10月30日に行われた阪南市長選挙に、大阪維新の会の推薦を得て出馬。自由民主党の推薦を得た現職の福山敏博、元寝屋川市議の吉羽美華の2候補を破り初当選した。11月12日、市長就任。選挙の結果は以下のとおり。
※当日有権者数：46,881人 最終投票率：51.04%（前回比：+9.23pts）
| 候補者名 | 年齢 | 所属党派 | 新旧別 | 得票数   | 得票率 | 推薦・支持           |
| -------- | ---- | -------- | ------ | -------- | ------ | -------------------- |
| 水野謙二 | 62   | 無所属   | 新     | 11,150票 | 47.15% | （推薦）大阪維新の会 |
| 福山敏博 | 66   | 無所属   | 現     | 7,050票  | 29.82% | （推薦）自由民主党   |
| 吉羽美華 | 36   | 無所属   | 新     | 5,445票  | 23.03% |                      |

2020年（令和2年）の同選挙では、大阪維新の会の公認を得て出馬し、会社役員の林幹也を大差で破り再選。
※当日有権者数：45,328人 最終投票率：34.04%（前回比：-17.00pts）
| 候補者名 | 年齢 | 所属党派     | 新旧別 | 得票数   | 得票率 | 推薦・支持 |
| -------- | ---- | ------------ | ------ | -------- | ------ | ---------- |
| 水野謙二 | 66   | 大阪維新の会 | 現     | 12,762票 | 86.18% |            |
| 林幹也   | 46   | 無所属       | 新     | 2,047票  | 18.32% |            |

2024年（令和6年）の阪南市長選挙では3選を目指したが、元阪南市議の上甲誠に敗れた。
2025年（令和7年）4月から南海福祉看護専門学校の講師となる。

## 市政
総合こども館構想の見直し
水野は2016年の阪南市長選で、当時計画が進められていた市内の全ての幼稚園と保育所を旧家電量販店だった建物に集約する「総合こども館構想」への反対を掲げ当選。2017年5月に市議会も構想反対を表明し、市は計画を断念した。前市長選時代の2016年3月に市が3億8772万円で購入した旧家電量販店の建物については、売却する方針を示し、2018年1月には最低売却価格を4億3570万円に設定して売却しようとした。しかし売り手が決まらず、同地の借地料月約266万円を市が払い続けていることから、2018年11月には市民団体がすでに支出した借地料など約8700万円を水野が市に返還するよう求める訴訟を起こす事態となり、水野は「建物の売却に向けて進めてきたが、市民への説明が不十分だった」「すでに多くの税金が投入されていて責任を痛感している」と述べた。同月に市は最低売却価格を従来より約6割下げた1億8310万円で一般競争入札の参加者募集を始めた。市の試算では、うまく売却できても3億1千万円の損失が発生し、今後も売却できず建物を除却して返還する最悪の場合は損失が7億円相当になるとしていたが、2019年3月に株式会社青木松風庵に工場兼店舗として売却することが決定した。
府立高閉校への対応
2021年8月30日、大阪府教育委員会は、阪南市内唯一の高校である大阪府立泉鳥取高等学校を含む府内3高校について、閉校とする方針をまとめた。同方針は3年連続で定員割れし、志願者数の改善が見込めない高校を再編整備の対象とするとした「府立学校条例」に基づくもので、泉鳥取高校は入学者の数が前年度までに3年連続で定員240人を下回った一方、定員割れが「わずか1人」だった年度もあり、水野や市議会、一部の市民らが閉校に反対。水野は2度に渡り高校の存続を求める要望書を府に提出したが、2022年3月24日には3校を2025年3月末で閉校する条例案が府議会で可決された。「府立学校条例」は2011年に当時の橋下徹府知事が維新の「教育改革」の一環として推し進め、翌年に制定されたものであったが、同じ維新に所属する水野は「大都会を中心にして周辺の市町から高校がなくなってしまうようなルール（条例）なんです。（人口の）ベクトルが減っていってるときに、どんな風にして町が成り立つのか、そのときに府立高校がどういう役割を果たすのかという風に議論を切り替えていかないといけない。今のルールが時代に合っていない。少なくとも、今阪南市で起こっていることは我々は認めにくい」と述べ、条例を批判した。